# Gli anni fulgenti di Miss Brodie
Gli anni fulgenti di Miss Brodie è un romanzo breve della scrittrice scozzese Muriel Spark del 1961.
Il personaggio di Jean Brodie ha portato fama internazionale a Muriel Spark, dandole un posto di prominenza tra gli scrittori scozzesi contemporanei. Nel 2005 il romanzo venne scelto dalla rivista TIME come uno dei migliori romanzi in lingua inglese dal 1923 a oggi.
In italiano è stato tradotto anche con il titolo Gli anni in fiore della signorina Brodie.

## Trama
Edimburgo, anni trenta del XX secolo. La quarantenne Jean Brodie, insegnante alla “Marcia Blaine”, una scuola della capitale scozzese, si distingue dalle colleghe per i metodi didattici decisamente non ortodossi, suscitando i sospetti non solo degli altri insegnanti ma anche della direttrice Miss Mackay. Già più volte la responsabile ha tentato di convincere Miss Brodie alle dimissioni, sostenendo che il suo insegnamento sarebbe più corretto in una scuola progressista, ma la donna ha resistito.
Il suo atteggiamento apparentemente non conformista, almeno per quanto riguarda il rapporto didattico, suscita invece la forte affezione di un ristretto gruppo di allieve, che rimangono sotto il suo insegnamento dal 1931 al 1936: Rose Stanley, Mary Macgregor, Sandy Stranger, Jenny Gray, Eunice Gardiner, Monica Douglas.
Presto Sandy, che nel gruppo di Miss Brodie è forse la più acuta, si rende conto che per certi versi l'insegnante ha le caratteristiche di una zitella. Al di là di una vernice di modernità, il suo moralismo prende il sopravvento, come se il suo scopo non fosse quello di formare la personalità delle allieve in quanto esseri umani, ma nel loro ruolo di donna; significativo il fatto che quando le ragazze devono scegliere, per il prosieguo degli studi, il curriculum classico o moderno, Miss Brodie propenda fortemente per il primo. Con la meno brillante delle allieve, Mary, Miss Bordie si accanisce volentieri, e a volte sembra gelosa della più bella fra loro, Rose.
Ancora ragazzine, Sandy e Jenny si dilettano a immaginare la vita amorosa, e sessuale, di Miss Brodie, scrivendo un diario immaginario delle sue relazioni sentimentali. Un giorno Rose sostiene di aver visto Miss Brodie baciare l'insegnante di disegno Teddy Lloyd, un uomo dai capelli rossi che ha perduto un braccio in guerra. Nello stesso anno però la donna si assenta due settimane per ferie, contemporaneamente a un altro collega, Gordon Lowther, insegnante di musica.
Nel momento del passaggio alla scuola superiore, le ragazze conservano la loro affezione a Miss Brodie. Il sabato vanno da lei a prendere il tè per raccontarle cosa succede a scuola. Una nuova allieva approdata alla Marcia Blaine dopo aver girato diverse altre scuole, Joyce Emily Lockart, viene ammessa nel gruppo, per volontà dell'insegnante; la ragazza si è fatta la fama di scolara terribile, mentre tra le ragazze di Miss Brodie è conosciuta soprattutto perché suo fratello è andato in Spagna a combattere come volontario nelle Brigate internazionali. Un po' tutte le ragazze parteggiano per i repubblicani spagnoli. Un giorno Joyce Emily scompare e dopo qualche tempo si viene a sapere che era fuggita anche lei in Spagna per raggiungere il fratello, ma è morta prima ancora di arrivare a destinazione in un attacco contro il treno sul quale viaggiava.
La relazione di Jean Brodie con il maestro Lowther è quasi ufficiale, la donna si confida con le sue allieve, però nessuna fa la spia quando la direttrice della scuola le interroga nel tentativo di trovare una scusa per congedare l'insegnante scomoda. A un certo punto però le cose si logorano, Jean Brodie è troppo invadente nella vita dell'uomo e Gordon Lowther sposa Miss Lockhart, l'insegnante di scienze.
Miss Brodie, che non ha mai dimenticato il professor Lloyd, al punto che ne parla come del grande amore della sua vita, cerca di vivere un idillio con lui per interposta persona. È convinta che la bella Rose Stanley, che posa sovente anche nuda per il professore di disegno, sia la giovane amante che fa per lui; in realtà sarà Sandy Stranger a vivere una relazione con il professore. Questo accade perché Sandy si vuole affrancare dell'influenza di Miss Brodie, troppo invadente con la vita delle sue protette, al punto di arrivare a influire sul loro destino; l'unico modo di contrastarla è mandare a monte le sue macchinazioni.
È per questa ragione che Sandy racconta finalmente alla direttrice che Miss Brodie si interessa di politica, che è un'accesa sostenitrice non solo del fascismo di Mussolini, ma persino del nazismo che in quegli anni arriva al potere in Germania. La goccia che fa traboccare il vaso nella determinazione di Sandy è una confidenza di Miss Brodie all'ex-allieva: è lei che ha plagiato Joyce Emily Lockart, convincendola a fuggire dalla scuola per andare in Spagna a arruolarsi non già con i volontari internazionali, bensì con i fascisti di Francisco Franco.
Jean Brodie morirà subito dopo la Seconda guerra mondiale. Dalla relazione con Lloyd, Sandy avrà imparato ad amare il Cattolicesimo, prenderà i voti e si ritirerà a fare vita monastica.

## Versione cinematografica
Il romanzo è stato portato sul grande schermo nel film La strana voglia di Jean del 1969, presentato in concorso al 22º Festival di Cannes.
Grazie alla sua interpretazione nel ruolo di Jean Brodie, Maggie Smith ha vinto il Premio Oscar alla migliore attrice protagonista.

## Edizioni
- Muriel Spark, Gli anni fulgenti di Miss Brodie, traduzione di Adriana Bottini, Adelphi, 2000, ISBN 88-459-1541-7.
- Muriel Spark, Gli anni in fiore della signorina Brodie, traduzione di Ida Omboni, Milano, Arnoldo Mondadori, 1974  [1964], SBN RAV0335731.